# Radoboj
Radoboj is een gemeente in de Kroatische provincie Krapina-Zagorje.
Radoboj telt 3513 inwoners. De oppervlakte bedraagt 32 km², de bevolkingsdichtheid is 109,8 inwoners per km².

## Geboren
- Sida Košutić (1902-1965), schrijfster, dichteres en journaliste

Steden (gradovi): Krapina · Donja Stubica · Klanjec · Oroslavje · Pregrada · Zabok · Zlatar

Gemeenten (općine): Bedekovčina · Budinščina · Desinić · Đurmanec · Gornja Stubica · Hrašćina · Hum na Sutli · Jesenje · Kraljevec na Sutli · Krapinske Toplice · Konjščina · Kumrovec · Marija Bistrica · Lobor · Mače · Mihovljan · Novi Golubovec · Petrovsko · Radoboj · Sveti Križ Začretje · Stubičke Toplice · Tuhelj · Veliko Trgovišće · Zagorska Sela · Zlatar-Bistrica